# Indische Badmintonmeisterschaft 1979/80
Die Indische Badmintonmeisterschaft der Saison 1979/1980 fand Anfang 1980 in Jamshedpur statt. Es war die 44. Austragung der nationalen Titelkämpfe im Badminton in Indien.

## Finalergebnisse
| Disziplin    | Sieger                         | Finalist                       | Ergebnis   |
| ------------ | ------------------------------ | ------------------------------ | ---------- |
| Herreneinzel | Prakash Padukone               | Syed Modi                      | 15-8, 15-7 |
| Dameneinzel  | Ami Ghia                       | Hufrish Nariman                | 2:0        |
| Herrendoppel | Prakash Padukone Kiran Kaushik | Partho Ganguli P. G. Chengappa | 15-2, 15-8 |
| Damendoppel  | Ami Ghia Morin D’Souza         |                                |            |
| Mixed        | Parthasarathy B. Raman         |                                |            |